# Чувашская Википедия
Чувашская Википедия (чув. Чăваш Википедийĕ) — раздел Википедии на чувашском языке. Начал работу 22 ноября 2004 года.
По состоянию на 2 июля 2025 года
занимает 102 место среди всех языковых разделов Википедии, включая в себя 57 746 статей. Число зарегистрированных пользователей — 37 681.
На чувашский раздел наибольшее влияние оказывает русская Википедия — с неё переводят статьи, переносят шаблоны.

## История
В 2004 году участник Kostik Vento (настоящее имя — Константин Хлызов) подал заявку в Фонд Викимедиа на открытие чувашского раздела Википедии. Чувашский раздел Википедии стартовал в ноябре.
В декабре появляются первые статьи и изменяется вид главной страницы. Создатель первых статей — Untifler, он же дал жизнь татарскому и башкирскому разделам Википедии. По его предложению в работу чувашской Википедии включается Николай Плотников (PCode).

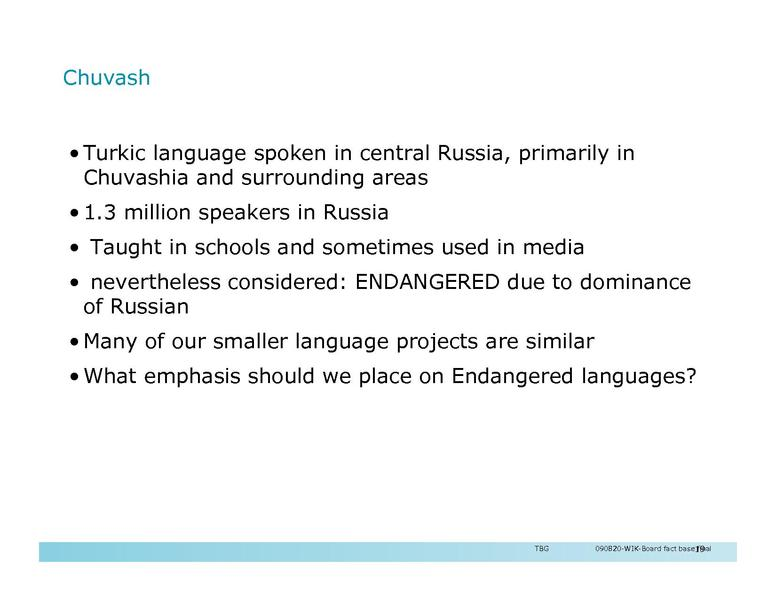
Джимми Уэйлс показывает слайд про Чувашскую Википедию.

Основатель Википедии Джимми Уэйлс на международной конференции Викимедиа «Викимания '2009» на примере Чувашской Википедии рассказывал о значении проектов Викимедиа для языков, находящихся на грани исчезновения.

## Статистика
7 декабря 2005 года написана 1500-я статья — Иркутск.
9 марта 2006 года — В разделе 2000 статей. 2000-я статья — Дрожжановский район Татарстана.
22 августа 2006 года — В чувашской Википедии — более 4000 статей.
22 ноября 2006 года — написана 4500-я статья — Речка Лава.
В январе 2007 года написана 5000-я статья.
13 сентября 2007 года — в чувашской Википедии — более 6000 статей.
14 января 2008 года — В разделе — 7000 статей.
17 июля 2008 года — В чувашской Википедии — 8000 статей. 8000-я статья — Рогачёв Яков Капитонович.
6 апреля 2009 года — В чувашском разделе Википедии — 10 000 статей. 10 000-я статья — Хайдеггер Мартин.
13 февраля 2010 года — В чувашском разделе Википедии — 11 000 статей. 11 000-я статья — Монгольский язык.
26 января 2011 года — В чувашской Википедии — 12 000 статей. Юбилейная статья — Токай.
31 августа 2011 года — В чувашской Википедии — 13 000 статей. Юбилейная статья — Scapa (виски).
6 октября 2012 года — В чувашской Википедии — 14 000 статей. Юбилейная статья — Фирменный поезд «Чувашия».
10 ноября 2013 года — В чувашской Википедии — 20 000 статей.
1 августа 2014 года — статья cv:Вавилов Николай Иванович поднял планку до уровня 30 тысяч.
29 января 2016 года — статья cv:Вуаль тĕтрелĕхĕ — 34-тысячная.
11 ноября 2016 года — статья cv:Эберзеккен — 36-тысячная.
20 апреля 2017 года — 40-тысячная статья.
17 октября 2022 года — 50-тысячная статья (cv:Шерлок Холмс тата Ватсон тухтăр темкурнисем: Агра капăр-пурлăхĕ.

## Трудности роста, насущные задачи
На сей день проблемы чувашского раздела Вики исходят из тенденции снижения числа говорящих на чувашском языке и вытеснения языка из повседневного общения и слабого продвижения в новую коммуникационную среду.
Применительно к данной Википедии, есть сложности переноса/перевода шаблонов из русского или английского разделов.
Также серьёзные проблемы создаёт отсутствие терминов в разных сферах. Приходится переводить их с русского языка самим.
К дополнительным проблемам чувашской Википедии является использование вместо кириллических символов (Ӑ, Ӗ, Ҫ и частично Ӳ) их аналогов из латиницы (Ă, Ĕ, Ç и Ÿ), которое при поиске информации с использованием кириллицы (например, Ҫумӑр) исключает из результатов поиска страницы Википедии. 

## Состав
Аппаратное обеспечение. Чувашский раздел вместе с остальными разделами Википедии работает на серверном кластере, состоящем из 990 серверов.
Программное обеспечение. Используется движок MediaWiki. Подробности об используемой версии MediaWiki и установленных расширениях можно посмотреть здесь.
Содержание. Массив статей (57 746), массив спецстраниц.

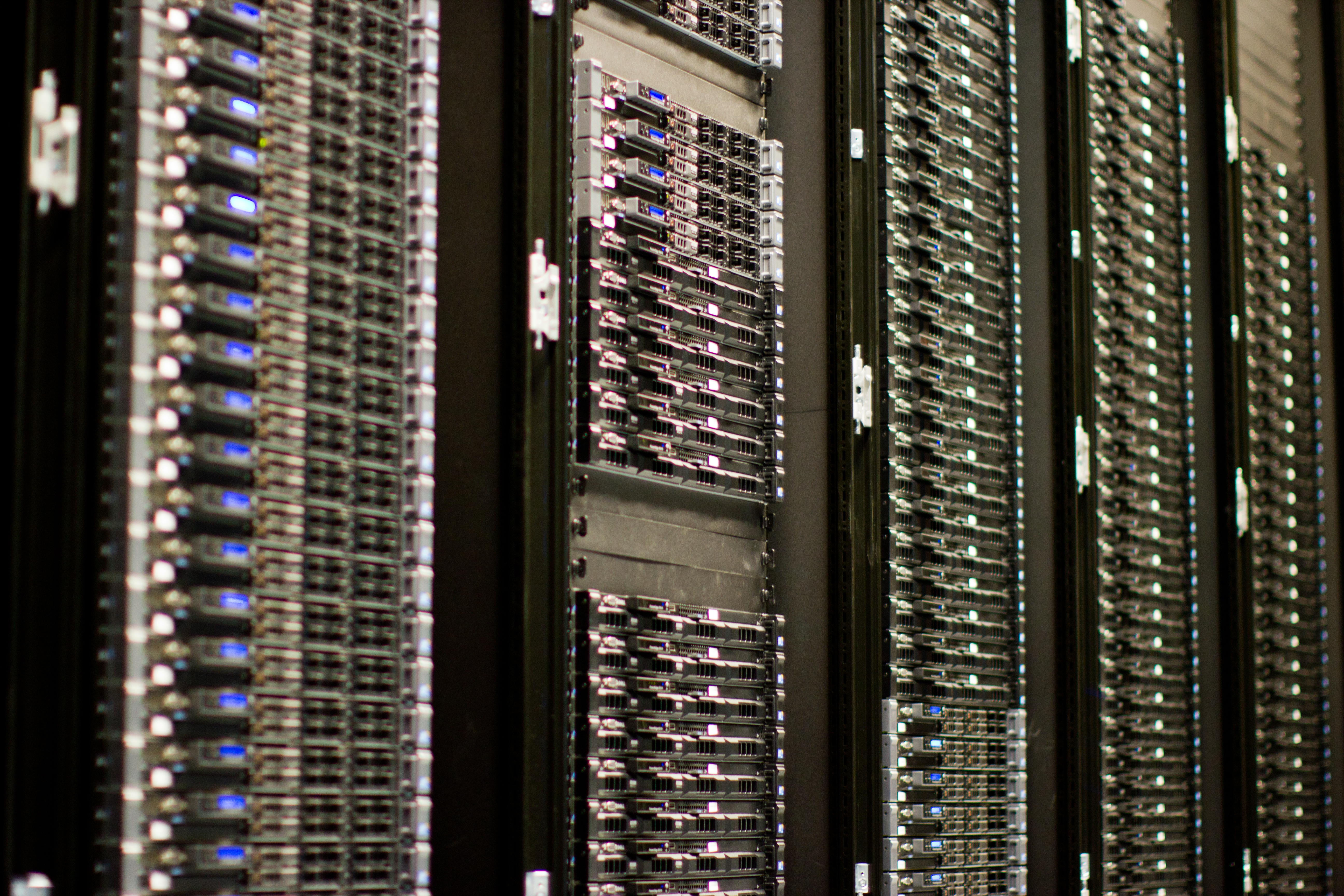
Небольшая часть серверов фонда Викимедиа, расположенных в Ашберне, Виргиния

## Награды

### Внутренние награды
Избранные статьи — лучшие статьи, которые есть в Википедии.